# Копальня Айрон-Кінг
Копальня Айрон-Кінг – колишній гірничодобувний майданчик на південному заході Австралії, за кілька кілометрів від містечка Norseman. 
Розробку піритового родовища Айрон-Кінг провадила компанія Norseman Gold Mines Limited, що вже мала і районі Norseman золоті рудники. Видобуток ввели підземним способом, а руда доправлялась на розташовану в Norseman збагачувальну фабрику «Фенікс», що була переобладнана з майданчику по вилученню золота. Далі піритовий концентрат відправляли до Перту на суперфосфатні заводи у Бейсвотер та Bassendean. 
Розробка Айрон-Кінг велась з 1942 по 1968 рік, коли була припинена на тлі початку масових поставок на світовий ринок сірки з канадських газопереробних заводів. Всього за цей період видобули 2,3 млн тонн руди, що містила 0,48 млн тонн сірки. 
Хоча за рудником ще рахувались 1,3 млн тонн залишкових запасів руди, проте їх вилучення не мало шансів на позитивну рентабельність після прийнятого в 1972-му рішення уряду Австралії не продовжувати дію субсидій на виробництво піритів.
Можливо відзначити, що Айрон-Кінг поряд з копальнею Брукунга стали єдиними гірничодобувними майданчиками в історії Австралії, що спеціалізувались на видобутку піритів. Для кількох інших рудників пірити були супутнім видом продукції, так, з 1956 по 1970 роки золоті копальні району Калгурлі (за півтори сотні кілометрів північніше від Norseman) відправили до Перту 246 тисяч тонн піритів, що містили 93 тисячі тонн сірки.